# Kuchyně Bosny a Hercegoviny
Kuchyně Bosny a Hercegoviny je rozkročena mezi západními a východními vlivy. Kuchyně je příbuzná turecké kuchyni, v určité míře i blízkovýchodní kuchyni, dále středomořským a balkánským kuchyním. Díky vlivu Rakouska-Uherska je tu nicméně také mnoho kulinářských vlivů ze střední Evropy.

## Suroviny

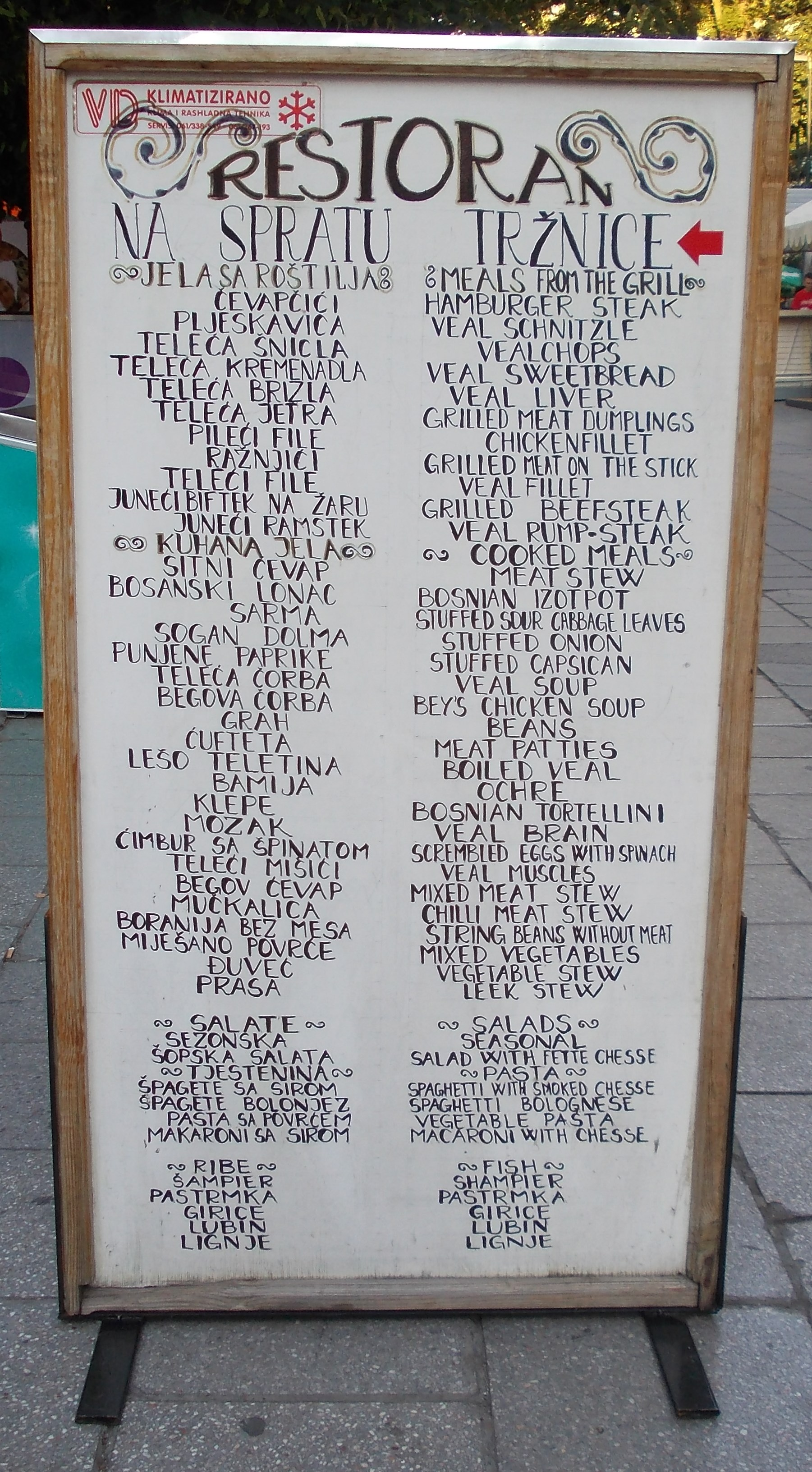
Jídelníček restaurace v centru Sarajeva

Bosenská kuchyně používá mnoho koření, ale obvykle v mírném množství. Většina jídel je lehkých, protože jsou vařené ve velkém množstvím vody, omáčky jsou čistě přírodní, obsahují v jídle o něco více než jen přírodní šťávy ze zeleniny. Typické suroviny jsou rajčata, brambory, cibule, česnek, paprika, okurka, mrkev, zelí, houby, špenát, cuketa, sušené a čerstvé fazole, švestky, mléko, paprika a zakysaná smetana nazývaná pavlaka a kajmak. Mezi typické pokrmy z masa patří především hovězí a jehněčí. Místními specialitami jsou čevabčiči, burek, dolma, sarma, pilaf, guláš, ajvar a celá řada východních sladkostí. Nejlepší místní vína pocházejí z Hercegoviny, kde je klima vhodné pro pěstování vinné révy. Naopak, v Bosně se vyrábí švestková nebo jablečná rakije.

## Zeleninové pokrmy
- Buranija – dušené zelené fazole
- Džuveč (Đuveč) – zeleninový guláš, podobný rumunskému, bulharské ghiveci gjuvec a maďarskému leču
- Grašak – dušený hrášek
- Kačamak – tradiční bosenské jídlo z kukuřičné mouky a brambor
- Kljukuša – strouhané brambory smíchané s moukou a vodou a peče v troubě, tradiční pokrm v regionu Bosenská krajina
- Sataraš – pokrm připravený z papriky, lilku, cibule a rajčat
- Turšija – nakládaná zelenina

## Pokrmy z mouky
- Burek – masem plněné listové těsto, tradičně zatočený do spirály. Stejné jídlo plněné tvarohem se nazývá sirnice, se špenátem a sýrem jde o zeljanici a s bramborovou náplní je to krompiruša. Všechny tyto druhy obecně odkazují na pitu (bosensky "koláč").

## Pokrmy z masa

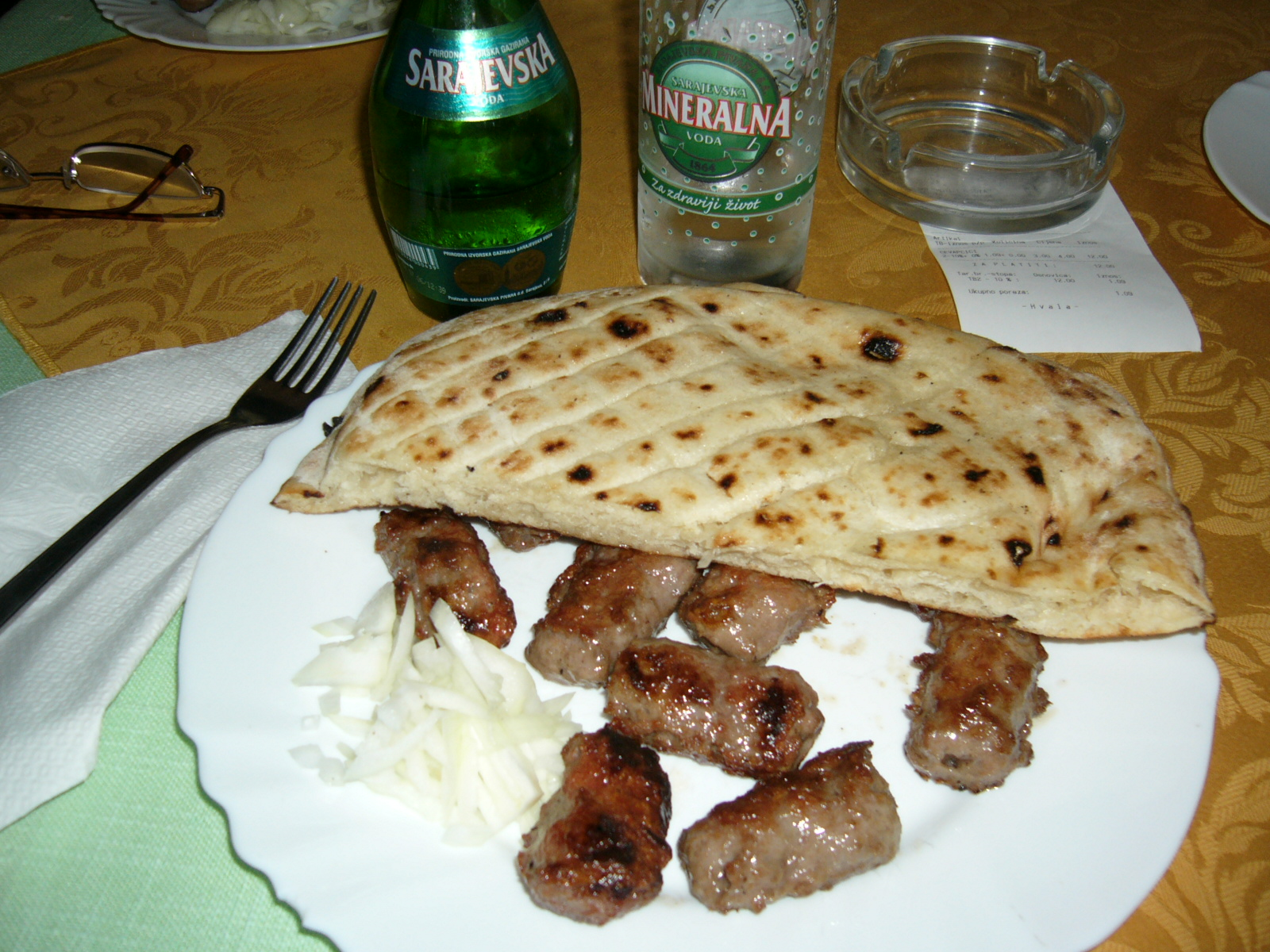
Ćevapi ze Sarajeva

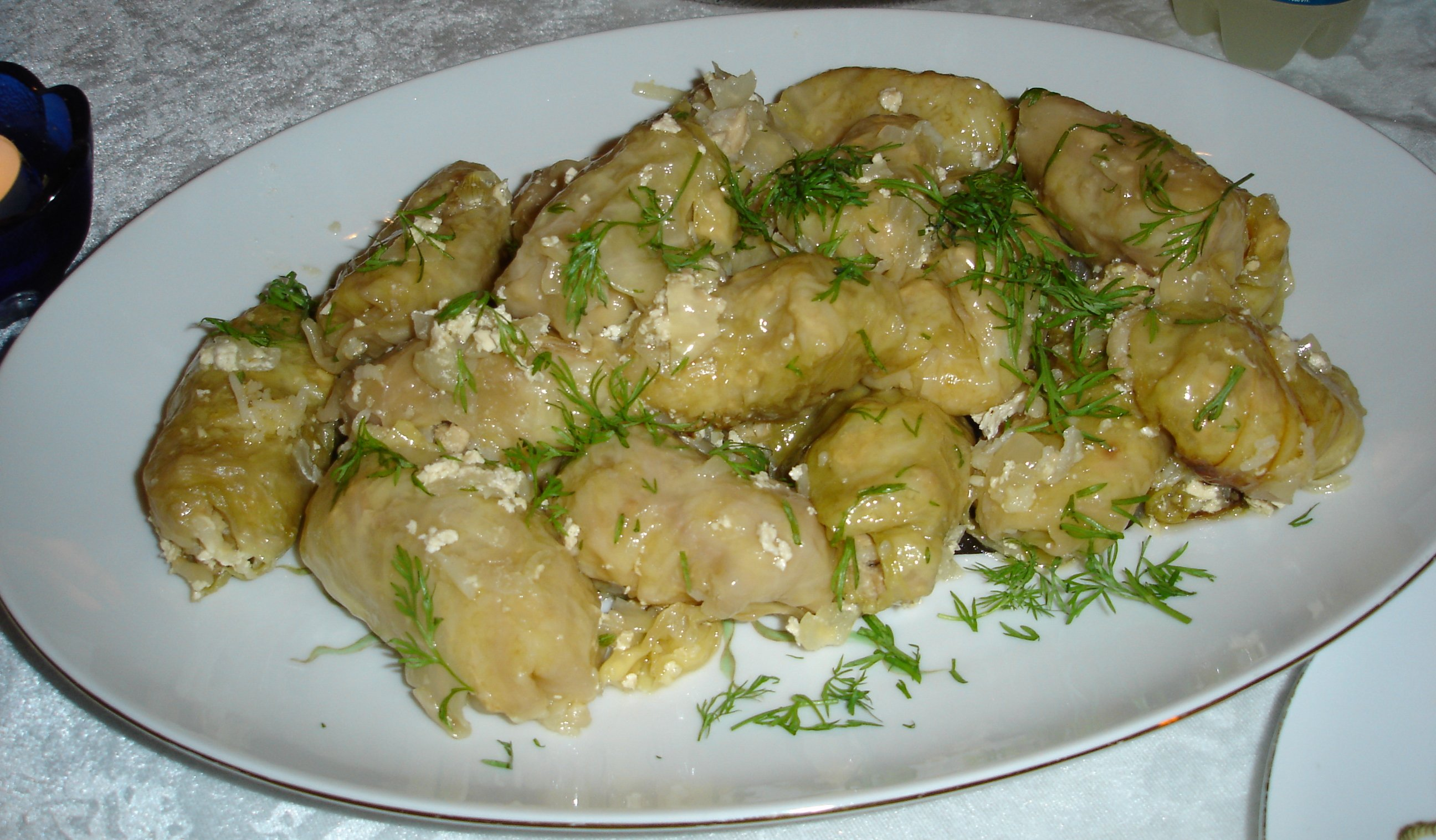
Sarma

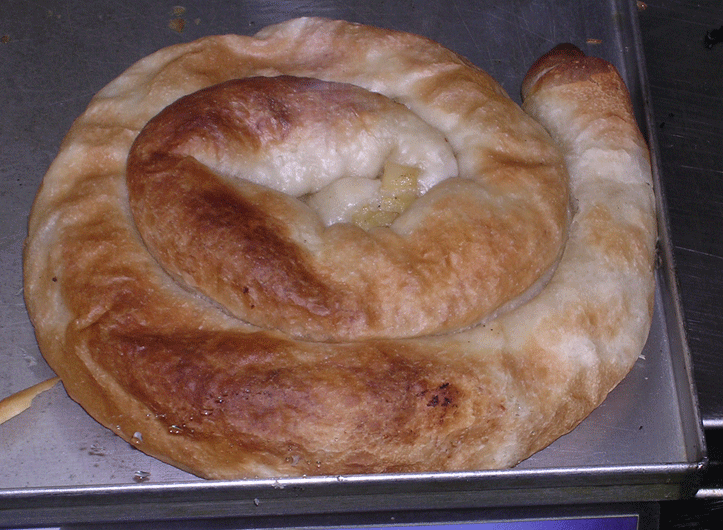
Bosenský zavinutý burek

- Bamija – dušená okra a telecí maso
- Begova čorba – populární bosenská polévka (čorba) z masa a zeleniny
- Bosanski lonac – bosenské dušené maso vařené na otevřeném ohni
- Čevabčiči – ćevapi, bosenský kebab: směs malých grilovaných klobásek z jehněčího a hovězího masa, podávaný s cibulkou, zakysanou smetanou, ajvarem a bosenským pita chlébem (somun)
- Čofty – masové kuličky
- Dolma – plněné vinné listy s rýží
- Filovane paprike nebo punjena paprika – smažené papriky plněné mletým masem
- Grah – tradiční dušené fazole s masem
- Japrak – vinné listy plněné masem a rýží
- Maso v sači (meso ispod sača) – tradiční způsob vaření jehněčího, telecího nebo kozího masa pod kovovým, keramickým nebo kameninovým víkem, na kterém jsou navršeny žhavé uhlíky a popel.
- Musaka – pečené jídlo z vrstvy brambor a mletého hovězího masa
- Pilaf (pilaf) – obilí, jako je rýže nebo drcená pšenice, opečené na oleji a pak vařené v sezonním vývaru
- Pljeskavice – masový karbanátek
- Popara – chléb namočený do vařící vody nebo mléka a potřený kajmakem
- Sarma – maso a rýže, zabalená do zelných listů
- Sogan-Dolma – cibule plněné mletým masem
- Tarhana – typická bosenská polévka s domácími těstovinami
- Sudžuk – pikantní hovězí klobása
- Suho meso – na vzduchu sušené maso podobné italské bresaolou

## Sýry

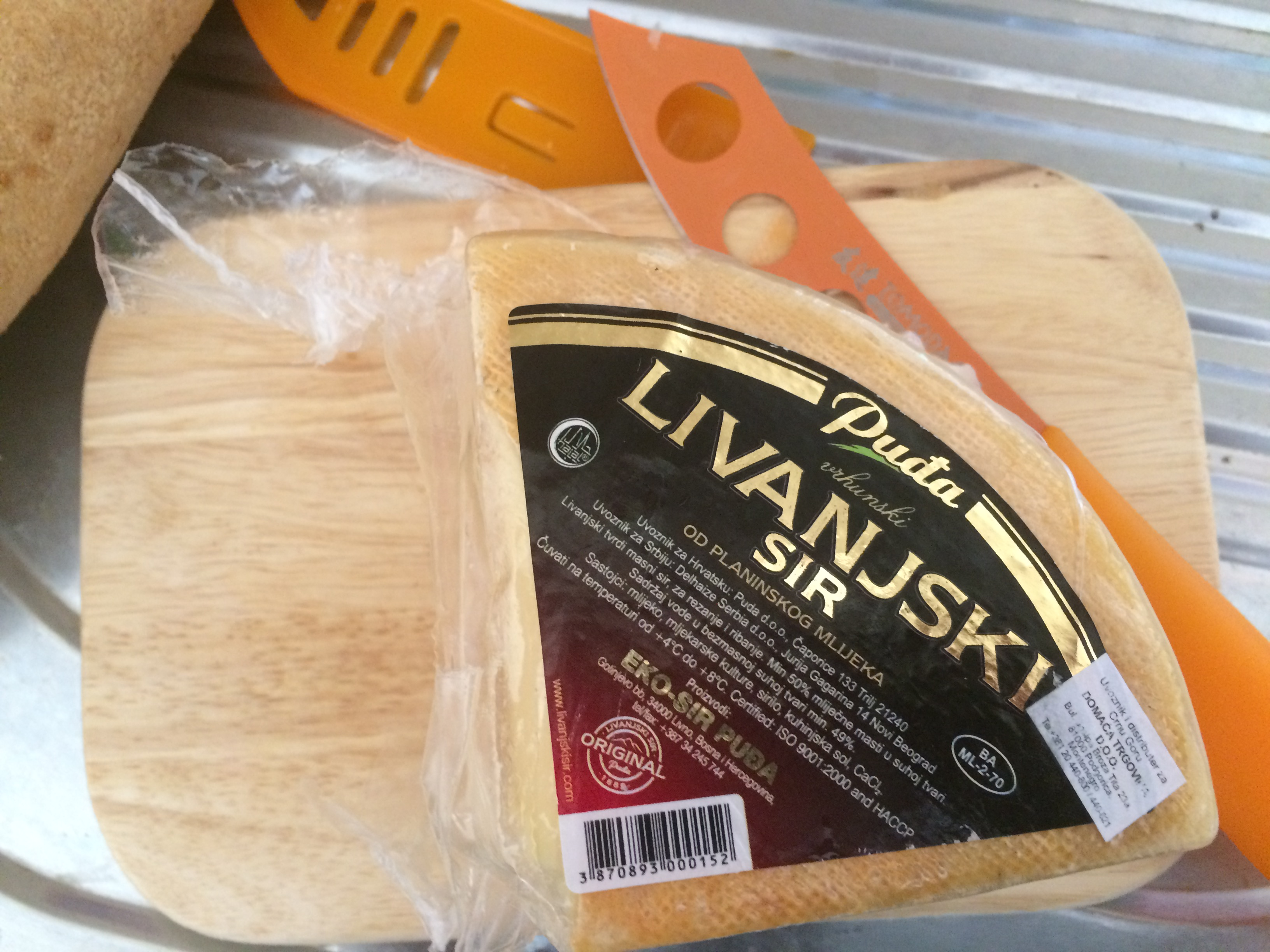
Livaňský ovčí sýr

- Kajmak – turecký krémovitý mléčný výrobek, podobný šlehačce
- Livaňský sýr (livanjski sir) – suchý žlutý sýr ze západobosenského města Livno a okolní obce
- Pavlaka – zakysaná smetana
- Travnički – bílý sýr podobný fetě z okresu Travnik ve střední Bosně a Hercegovině
- Vlašićki – sýr z hor jeho slanou chutí podobný sýru Travnički, pochází z obcí ve Vlašických horách ve střední Bosně a Hercegovině

## Dezerty

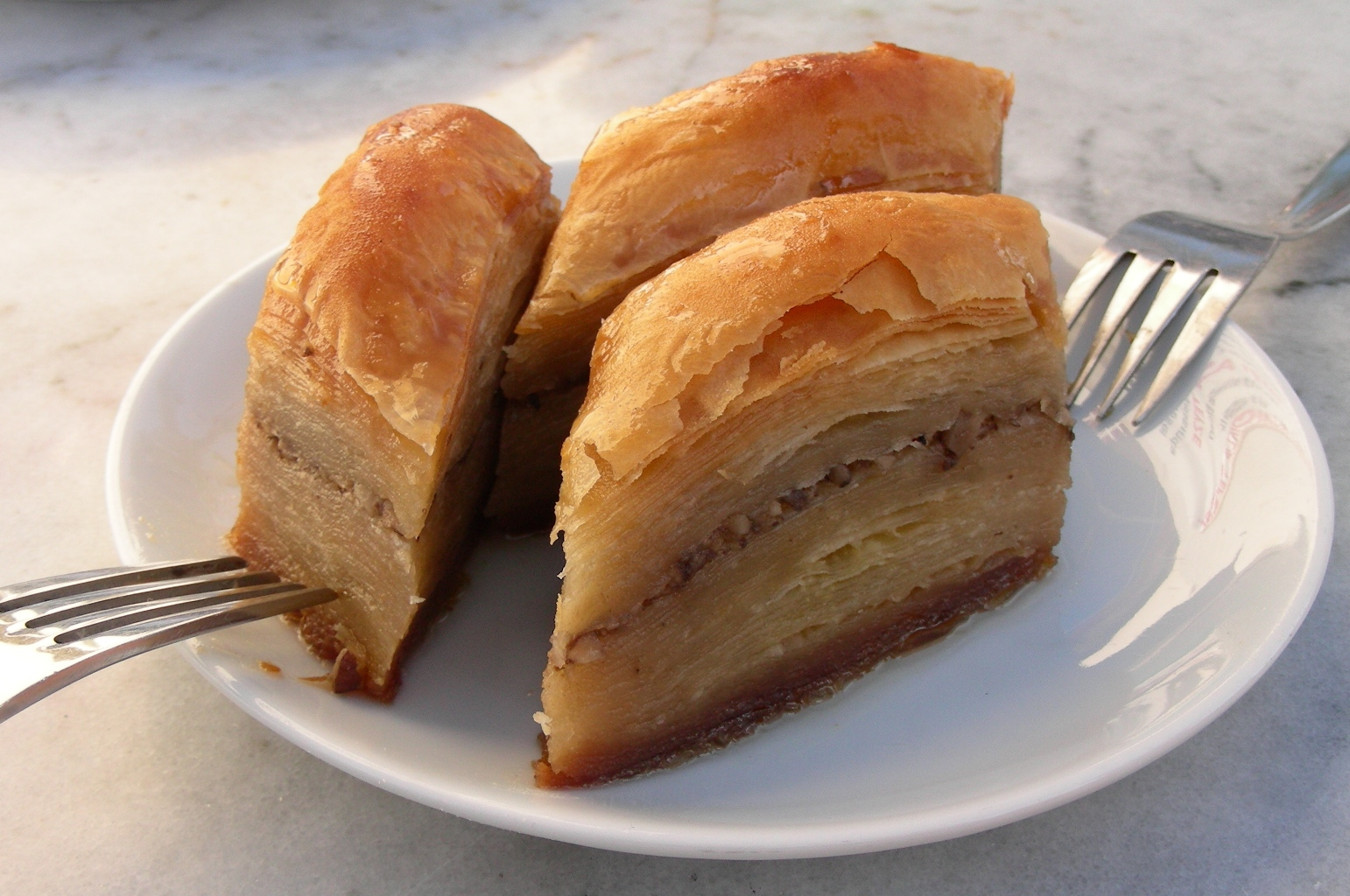
Baklava

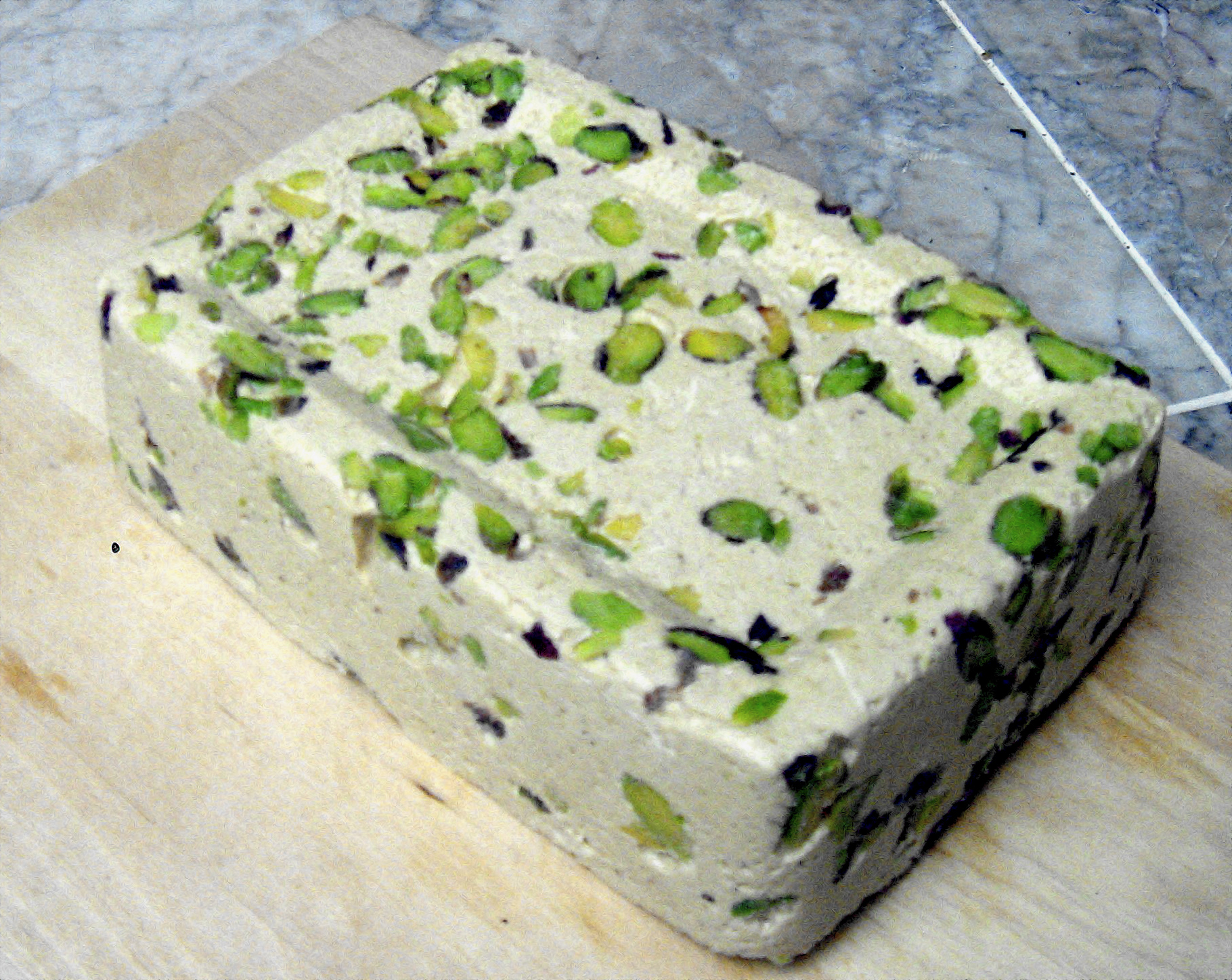
Bosenský druh chalvy s pistáciemi

- Baklava – z listového těsta s náplní ořechů, zalité v cukrovém sirupu nebo medu
- Breskvica – sušenka, které vypadá jako broskev
- Bombice (množné číslo), Bombica (jednotné číslo), druh lanýžů
- Čupavci (množné číslo), Čupavac (jednotné číslo) (Lamington)
- Dulbešećer – želé z růžových lístků
- Gurabija (řecké kourabiedes)
- Hurmašica – pečivo zalité sladkým sirupem
- Jabukovača – pečivo z těsta filo plněná jablky
- Kadaif
- Kompot
- Krofna – plněná kobliha
- Krempita
- Oblande
- Orasnica – ořechová sušenka
- Palačinka
- Pekmez
- Rahat lokum, rahatluk (turecká sladkost)
- Ružica – podobná baklavě, ale pečené v malém závitku s rozinkami
- Ruské kape (ruská čepice)
- Slatko (připravené z různých druhů ovoce)
- Sutlijaš (rýžový nákyp)
- Šampita
- Štrudla (závin)
- Tufahija – celé dušené jablko plněné ořechovou náplní
- Tulumba – smažené těsto slazené sirupem

## Koření / chléb

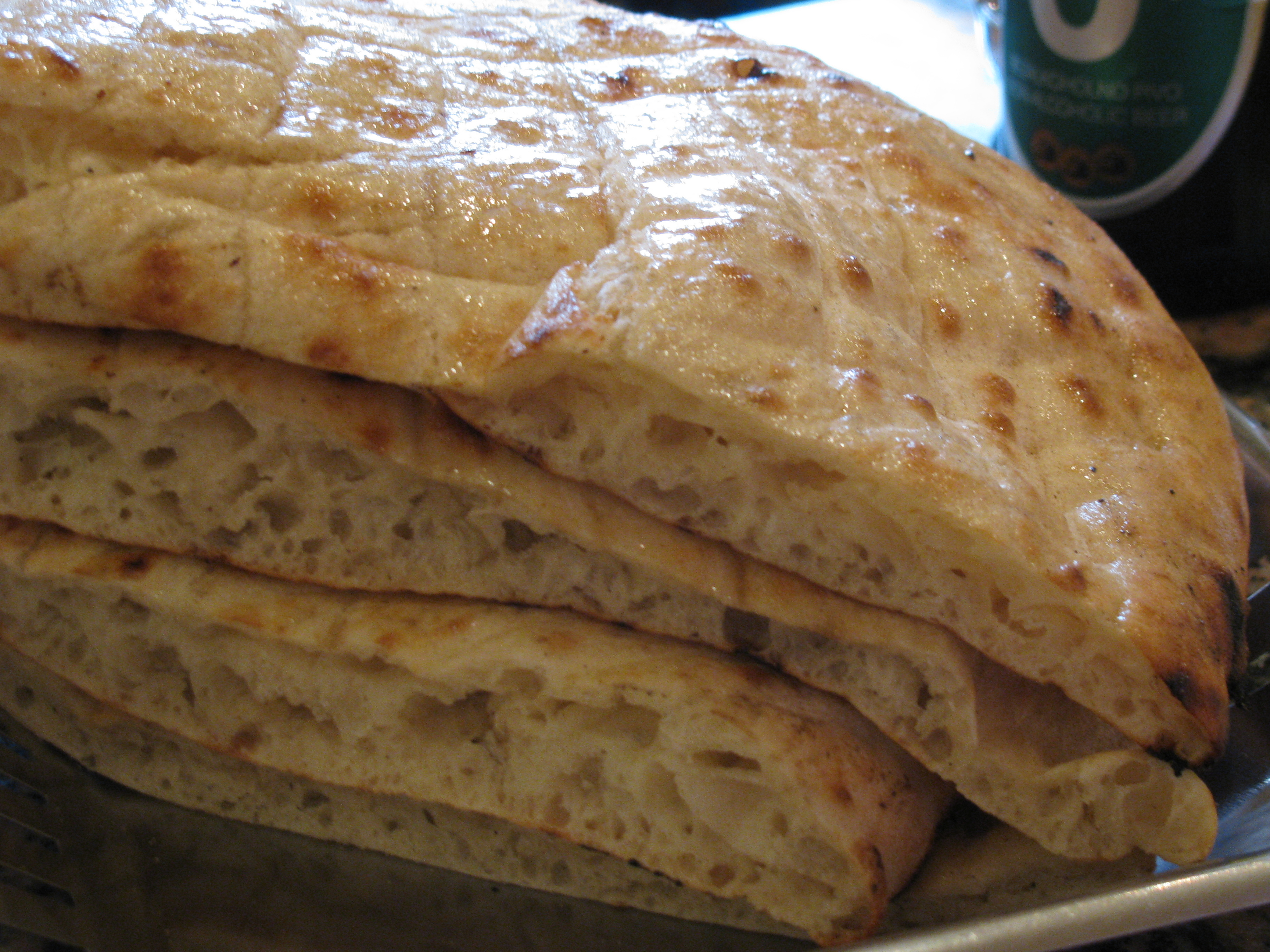
Sarajevský somun

- Ajvar
- Ramadánská pita
- Vegeta
- Somun
- Pogača
- Djevrek
- Lepinja
- Uštipci
- Meze

## Alkoholické nápoje
Vína jsou produkována především v Hercegovině, v regionech Mostaru, Čitluku, Ljubuški, Stolaci, Domanovići a Međugorje.
- Medovina
- Kruškovac
- Pelinkovac
- Rakije
- Blatina
- Žilavka
- Místní lihoviny se destilují ze švestek, hrušek nebo hroznů a mají obsah alkoholu 45% a vyšší.
- Sljivovica (slivovice)

## Nealkoholické nápoje
- Ajran – nápoj z jogurtu a vody
- Bezová šťáva
- Bosenská káva
- Boza – fermentovaný sladový nápoj

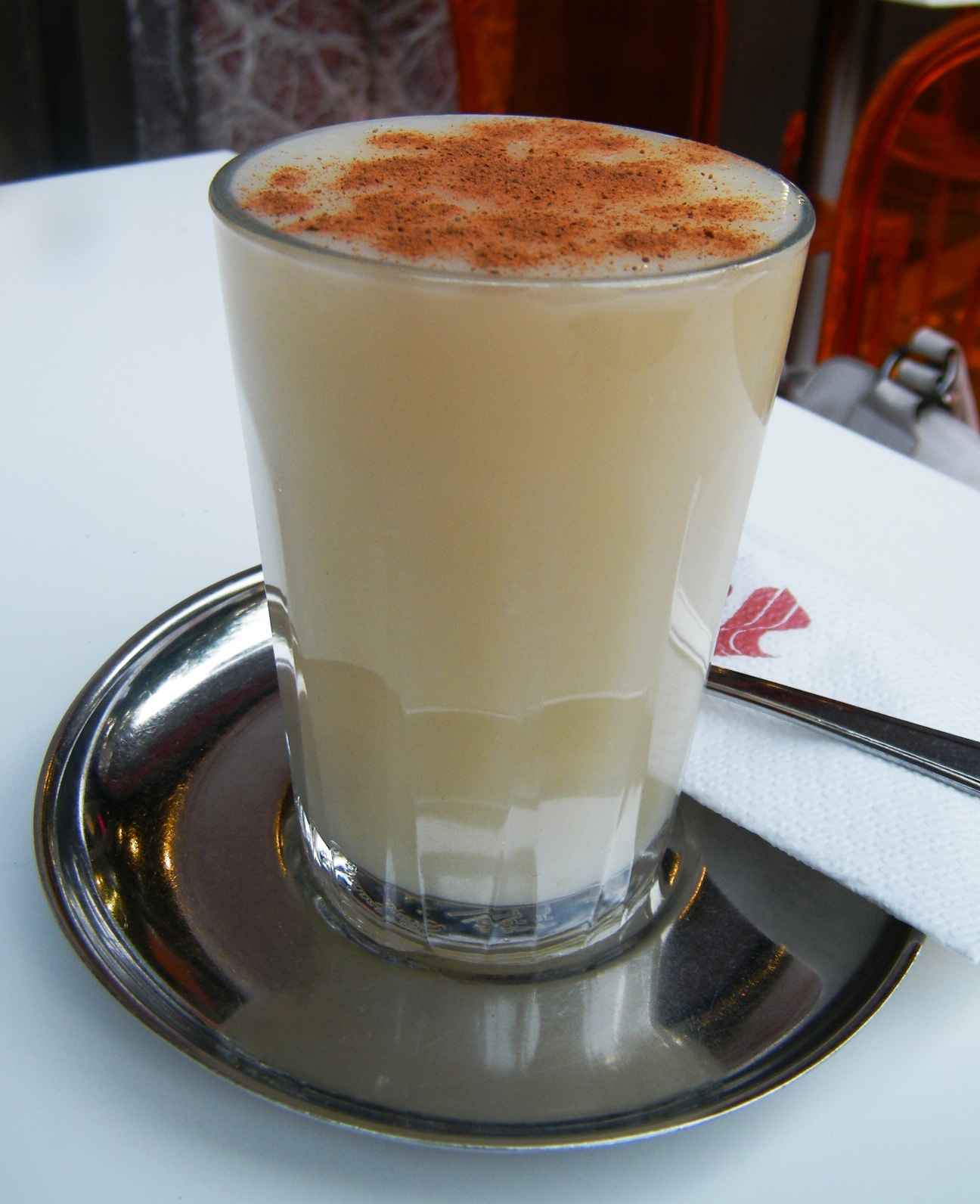
Nealkoholická fermentovaná boza

- Salep – horký nápoj z Blízkého východu, konzistencí připomínající řídkou krupicovou kaši